# لويد كار
لويد كار (بالإنجليزية: Lloyd Carr)‏ هو لاعب كرة قدم أمريكية أمريكي، ولد في 30 يوليو 1945 في مقاطعة هوكينز في الولايات المتحدة.

## وصلات خارجية
- لويد كار على موقع IMDb (الإنجليزية)
- لويد كار على موقع إن إن دي بي (الإنجليزية)